# Tristachya leiostachya
Tristachya leiostachya är en gräsart som beskrevs av Christian Gottfried Daniel Nees von Esenbeck. Tristachya leiostachya ingår i släktet Tristachya och familjen gräs. Inga underarter finns listade i Catalogue of Life.